# Brodské
Brodské este o comună slovacă, aflată în districtul Skalica din regiunea Trnava, pe malul râului Morava. Localitatea se află la altitudinea de 159 m deasupra n.m., se întinde pe o suprafață de 19,893 km2 și în 2017 număra 2.294 de locuitori.

## Istoric
Localitatea Brodské este atestată documentar din 1163.

## Demografie
| An:                | 1994 | 2004   | 2014   | 2024   |
| ------------------ | ---- | ------ | ------ | ------ |
| Număr de persoane: | 2400 | 2374   | 2322   | 2248   |
| Diferență:         |      | −1,08% | −2,19% | −3,18% |

| An:                | 2023 | 2024   |
| ------------------ | ---- | ------ |
| Număr de persoane: | 2257 | 2248   |
| Diferență:         |      | −0,39% |